# Protoplectron eremiae
Protoplectron eremiae är en insektsart som beskrevs av Tillyard 1916. Protoplectron eremiae ingår i släktet Protoplectron och familjen myrlejonsländor. Inga underarter finns listade i Catalogue of Life.